# Amerikakrähe

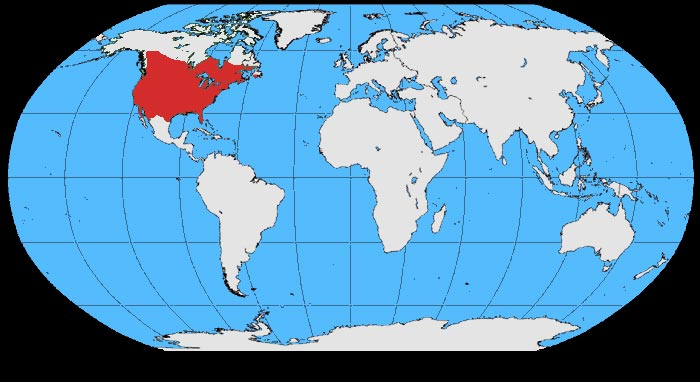
Verbreitungsgebiet

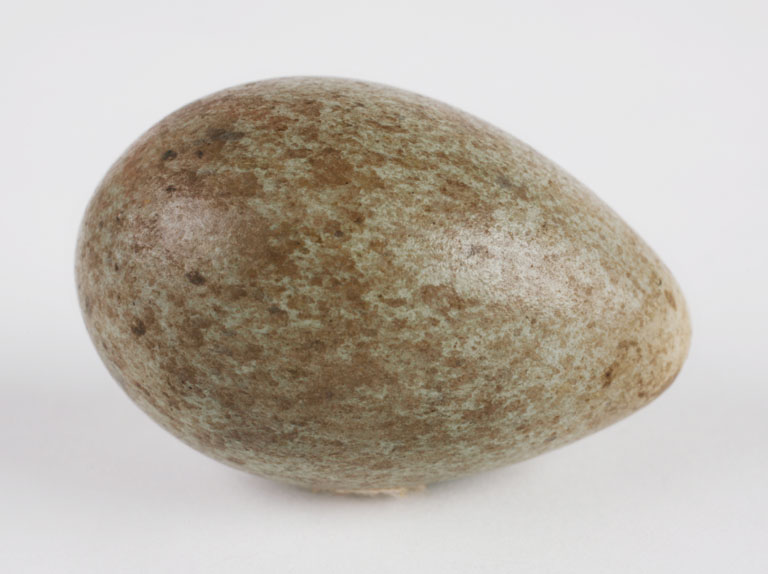
Ein Ei einer Amerikanerkrähe

Die Amerikakrähe (Corvus brachyrhynchos) oder Amerikanerkrähe ist eine Vogelart aus der Familie der Rabenvögel (Corvidae). Die Bestandssituation der Art wurde 2016 in der Roten Liste gefährdeter Arten der IUCN als „Least Concern (LC)“ = „nicht gefährdet“ eingestuft.

## Merkmale
Die 39–49 cm lange Amerikakrähe besitzt ein glänzendes, schwarzes Gefieder, das manchmal violett oder blau schimmert, an den Flügeln blaugrün. Die langen, breiten Flügel, der große Schnabel und die Füße sind ebenfalls schwarz. Die Schwanzspitze ist abgerundet. Die Iris ist dunkelbraun. Der Ruf ist ein krächzendes „Kaa“.
Bei Jungvögeln ist die Iris zunächst blaugrau, färbt sich aber schon in frühem Alter braun. Zunächst wirkt das Gefieder matter als bei ausgewachsenen Tieren. Es besteht kein auffälliger Geschlechtsdimorphismus.

## Vorkommen
Das Verbreitungsgebiet reicht im Norden von British Columbia bis Neufundland und im Süden von Kalifornien bis nach Florida. Der Vogel lebt in Prärien, in lichten Wäldern, auf Äckern, an Stadträndern und in Stadtgebieten. Aus dem nördlichen Verbreitungsgebiet zieht er im Winter südwärts, ansonsten ist er ein Standvogel.

## Nahrung
Die Nahrung reicht von Wirbellosen, Aas, Samen, toten Fischen, Eiern und Jungtieren anderer Vogelarten bis zu Feldfrüchten und weggeworfenem Fastfood. Auf Müllhalden geht die Amerikanerkrähe in großen Schwärmen auf Futtersuche.

## Verhalten
Die Amerikakrähe brütet meistens einzeln. Außerhalb der Brutsaison finden sich am Abend manchmal Millionen von Vögeln ein und zerstreuen sich am Morgen, um Futter zu suchen. Sie verfügen über eine gut entwickelte Sozialstruktur und ausgeprägte Kommunikationsstrategien, mit denen sie Artgenossen Futterplätze beschreiben oder vor Gefahren warnen können.

## Fortpflanzung
Das Weibchen legt drei bis sechs Eier in ein schalenförmiges Nest auf Bäumen. Nach 17 Tagen Brutzeit schlüpfen die Jungvögel, die nach 5 Wochen das Nest verlassen. Die Jungen bleiben häufig bei der Familie und helfen bei der Aufzucht weiterer Nachkommen.

## Unterarten
Es sind vier Unterarten beschrieben worden, die sich in ihrer Größe und ihrem Verbreitungsgebiet unterscheiden:
- Corvus brachyrhynchos brachyrhynchos Brehmm CL, 1822; Nominatform: kommt vom südlichen Kanada über den Südwesten der USA und entlang der Atlantikküste Neufundlands vor.[2]
- Corvus brachyrhynchos hesperis Ridgway, 1887[4] ist tendenziell etwas kleiner als die Nominatform und hat einen dünneren Schnabel. Sie ist vom Südwesten Kanadas bis in den extremen Nordwesten Mexikos verbreitet.[2]
- Corvus brachyrhynchos pascuus Coues, 1899[5] ist etwas kleiner als die Nominatform, hat aber im Verhältnis einen kräftigeren Schnabel. Sie kommt nur in Florida vor.[2]
- Corvus brachyrhynchos hargravei Phillips, AR, 1942[6]: Von der Größe etwa wie C. b. pascuus mit einem in Relation kleineren Schnabel. Diese Subspezies findet man im Süden der USA.[2]